# Marian Zdon
Marian Zdon (Zdoń ) (ur. 28 maja 1898 we Lwowie, zm. 2 września 1939 w Krakowie) – podpułkownik dyplomowany piechoty Wojska Polskiego, kawaler Virtuti Militari.

## Życiorys
6 sierpnia 1914, jako uczeń seminarium nauczycielskiego wstąpił do Legionów Polskich . 17 kwietnia 1915, jako żołnierz 2. kompanii V batalionu I Brygady Legionów Polskich został ranny w czasie walk nad Nidą. Po rekonwalescencji ponownie w polu. Do wycofania Legionów z frontu w październiku 1916 uczestniczył łącznie w 40 potyczkach i bitwach .
W grudniu 1929, po ukończeniu kursu próbnego i odbyciu obowiązkowego stażu liniowego, został przeniesiony z Batalionu Podchorążych Rezerwy Piechoty Nr 10 w Gródku Jagiellońskim do Wyższej Szkoły Wojennej w Warszawie, w charakterze słuchacza dwuletniego Kursu 1929/1931. 1 września 1931, po ukończeniu kursu i otrzymaniu dyplomu naukowego oficera dyplomowanego, został przeniesiony do 36 pułku piechoty w Warszawie na stanowisko dowódcy batalionu. W październiku 1932 został przeniesiony do 8 Dywizji Piechoty w Modlinie na stanowisko szefa sztabu. W październiku 1935 został przeniesiony do 66 pułku piechoty w Chełmnie na stanowisko dowódcy batalionu detaszowanego w Grudziądzu. Na stopień podpułkownika został mianowany ze starszeństwem z 1 stycznia 1936 i 31. lokatą w korpusie oficerów piechoty. W latach 1936–1937 pełnił służbę w 64 pułku piechoty w Grudziądzu na stanowisku zastępcy dowódcy pułku. W marcu 1939 pełnił służbę w Generalnym Inspektoracie Sił Zbrojnych na stanowisku II oficera sztabu generała do prac przy GISZ „na odcinku Kraków” gen. bryg. Antoniego Szyllinga. 23 marca 1939 został wyznaczony na stanowisko szefa Oddziału II Sztabu Armii „Kraków”. Na tym stanowisku uczestniczył w przygotowaniach wojennych i początkowej fazie kampanii wrześniowej.
Zginął 2 września 1939, w czasie przedpołudniowego bombardowania Dworca Głównego w Krakowie przez Luftwaffe.

## Ordery i odznaczenia
- Krzyż Srebrny Orderu Wojskowego Virtuti Militari nr 5910 (17 maja 1922)[12][13]
- Krzyż Niepodległości (13 kwietnia 1931)[14]
- Krzyż Kawalerski Orderu Odrodzenia Polski
- Krzyż Walecznych (trzykrotnie – „za czyny męstwa i odwagi wykazane w bojach toczonych w latach 1918–1921”)
- Złoty Krzyż Zasługi (10 listopada 1928)[15][7]
- Medal 10 Rocznicy Wojny Niepodległościowej (Łotwa)[16]